# Jean Prévost
Jean Prévost (Saint-Pierre-lès-Nemours, 13 de junio de 1901-Sassenage, 1 de agosto de 1944) fue un escritor y periodista francés. 
Su padre fue director de escuela en Montivilliers. Luego de sus estudios secundarios en el Liceo Pierre-Corneille de Ruan, preparó su entrada a la Escuela Normal Superior en el Liceo Henri IV de París, con el filósofo Alain, en 1919.
En 1926 se casó con Marcelle Auclair con quien tuvo tres hijos, entre ellos la actriz Françoise Prévost. Al inicio de la Segunda Guerra Mundial fue movilizado al servicio de control telefónico de El Havre. Se casó por segunda vez con la doctora Claude Van Biema. 
Durante la guerra fue evacuado por mar a Casablanca, para luego regresar a Francia. Se adhirió al clandestino Comité Nacional de Escritores, creado por Louis Aragon y su esposa, y también participó en la creación del periódico clandestino Les Étoiles en 1942. 
Fue secretario de redacción en la revista Navire d'argent. Escribió una tesis doctoral, La création chez Stendhal, essai sur le métier d'écrire et la psychologie de l'écrivain (La créeation en Stendhal, ensayo sobre el oficio de escribir y la psicología del escritor), con el cual obtuvo el Gran Premio de Literatura de la Academia Francesa en 1943. 
Formó parte de la Resistencia francesa, bajo el nombre de guerra de Capitán Goderville (nombre de la ciudad de donde era oriundo su padre). Falleció en una emboscada en Sassenage.
Los liceos de Villard-de-Lans (departamento de Isère) y Montivilliers (Seine-Maritime) llevan su nombre en homenaje.

## Obras
- Essai sur l'Introspection (París, 1927)
- Merlin (Petites amours profanes (1927)
- Dix-huitième année (1928)
- Traité du Débutant (1929)
- Les Frères Bouquinquant (1930)
- Vie de Montaigne (essai (1931)
- Histoire de la France depuis la guerre (1932)
- Le Sel sur la plaie (1934, novela)
- Lucie-Paulette (1935)
- La Terre est aux hommes (1936)
- La Chasse du matin (1937, novela)
- Usonie (esquisse de la civilisation américaine (1939)
- La Création chez Stendhal (Essai sur le métier d'écrire et la psychologie de l'écrivain) (1942)
- Baudelaire (Essai sur la création et l'inspiration poétiques) (1953, póstumo)
- Derniers poèmes (suivi de l'amateur de poèmes) (1990)
- Ni peur ni haine (recopilación de artículos publicados en «Pamphlet») (2011, inédito)